# Time Pilot
Time Pilot — аркадная игра в жанре скролл-шутера с несколькими направлениями, разработанная Ёсики Окамото, выпущенная Konami в 1982 году и распространявшаяся в США Centuri. Основной темой игры является путешествие во времени. Игра позволяет самолёту игрока свободно двигаться по открытому воздушному пространству, которое бесконечно прокручивается во всех направлениях Сайт Killer List of Videogames включил Time Pilot в список 100 лучших аркадных игр всех времён.

## Описание
Игрок выполняет роль пилота футуристического реактивного истребителя, пытающегося спасти других пилотов, которые попали в ловушку в разных временных эрах. Игрок должен сразиться с ордами вражеских самолётов и уничтожить корабль-матку или «босса», присутствующего на каждом уровне. Фон прокручивается в направлении, противоположном движению самолёта игрока, самолёт игрока всегда остаётся в центре.

## Игровой процесс
Игрок должен пройти пять временных периодов, спасая затерянных в них других пилотов. Игрок должен сражаться с ордами вражеских самолётов, подбирая катапультирующихся пилотов, которых нужно спасти. После уничтожения 56 вражеских самолётов игрок должен победить корабль-матку за отведённое время. Когда она уничтожается, все оставшиеся вражеские самолёты тоже погибают, и игрок совершает прыжок во времени на следующий уровень. На всех уровнях фоном выступает голубое небо и облака фона, кроме уровня с НЛО, где фоном являются космос и астероиды. Игрок посещает следующие эпохи, каждая со своими врагами и «боссом»:
1. 1910: бипланы и дирижабль
2. 1940: монопланы времён Второй мировой войны и B-25
3. 1970: вертолёты и большой голубой CH-47
4. 1982 (версия Konami)/1983 (Версия Centuri): реактивные самолёты и B-52
5. 2001: НЛО

Корабль-матка уничтожается семью прямыми попаданиями. Когда все эры пройдены, уровни начинаются сначала, но увеличивается сложность и скорость. В версии для Game Boy Advance в составе Konami Arcade Classics включена скрытая 6-я эпоха: 1 000 000 лет до нашей эры, где игрок должен уничтожать злобных птеродактилей, чтобы вернуться в начало XX века.

## Портированные версии
Как и многие другие игры того периода, Time Pilot была портирована на домашние игровые приставки и компьютеры:
- Atari 2600, MSX и ColecoVision в 1983 году
- PlayStation в составе Konami Arcade Classics в 1999 году
- Game Boy Advance в составе Konami Collector's Series: Arcade Advanced 18 марта 2002 года[4]
- Xbox 360 в составе Xbox Live Arcade 30 августа 2006 года[5]
- Nintendo DS в составе Konami Classics Series: Arcade Hits.
- Мобильные телефоны: выпущена для мобильных телефонов i-mode в 2004 году в Японии.
- Сервис Microsoft Game Room для Xbox 360 и Microsoft Windows в мае 2010 года.

## Отзывы
| Сводный рейтинг | Сводный рейтинг |
| Агрегатор       | Оценка          |
| --------------- | --------------- |
| GameRankings    | 63,93 %         |